# 清昭陵
41°50′59.54″N 123°25′17.80″E / 41.8498722°N 123.4216111°E
清昭陵（穆麟德轉寫：eldengge munggan），俗称北陵，是后金第二代大汗、清朝开国皇帝皇太极与孝端文皇后的合葬陵墓，位于辽宁省沈阳市皇姑區，占地面积318.74万平方米，是清入关前“关外三陵”（抚顺永陵、沈阳福陵、沈阳昭陵）中规模最大、气势最宏伟的一座。除了葬有太宗帝后外，陪葬的妃园寝还葬有宸妃、贵妃、淑妃等后妃，是清初关外陵寝中最具代表性的一座帝陵，是中国现存最完整的古代帝王陵墓建筑之一，现为全国重点文物保护单位。

## 概况
皇太极是清太祖努尔哈赤的第八子，生于明万历二十年（1592年），曾追随其父，统一了女真各部，创建了清政权，是清朝名義上和正式的开创者，戎马征战数十载，为大清基业和入主中原奠定了坚实的基础，对清朝历史影响重大，堪称“上承太祖开国之绪业，下启清代一统之宏图”的创业之君。天命十一年（公元1626年）他继父位称汗，天聪十年（公元1636年）四月称帝，改后金国号为“大清”，並改元崇德。皇太极死于崇德八年（公元1643年），时年52岁，在位17年。 
昭陵始建于清崇德八年（1643年），至顺治八年（1651年）基本建成，后历经多次改建和增修而呈现现在的规模。陵寝建筑的平面布局遵循“前朝后寝”的陵寝原则自南向北由前、中、后三个部分组成，其主体建筑都建在中轴线上。
民国十六年五月（1927年），奉天省政府将昭陵及周边官地开辟为北陵公园。布局以昭陵、神道为纵轴，延伸南北形成中轴线。如今占地面积330万平方米。其总体规划是以陵寝为中心，分陵寝、陵前和陵后三部分。园内的自然景观千姿百态，五彩缤纷，其中芳秀园是北陵公园的园中园，总面积4万平方米，种植了近200种植物，四季分呈，各具特色。初春樱花盛开，满园飘香；盛夏荷花竞放，柳浪闻莺；深秋满山红叶，层林尽染；寒冬银装素裹，苍松挺拔。纵观整个园林，春有花，夏有阴，秋有果，冬有青，奇花异石，小桥流水，颇有江南之秀。园内建筑与景观巧妙结合，用中国传统园林建筑艺术将自然美和人工美合为一体，构成了一幅天然画卷，吸引大量的中外游客来此参观。北陵公园拥有30万平方米的人工湖水面，夏天碧波荡漾，柳岸成荫。

## 昭陵陵寝建筑

### 主体

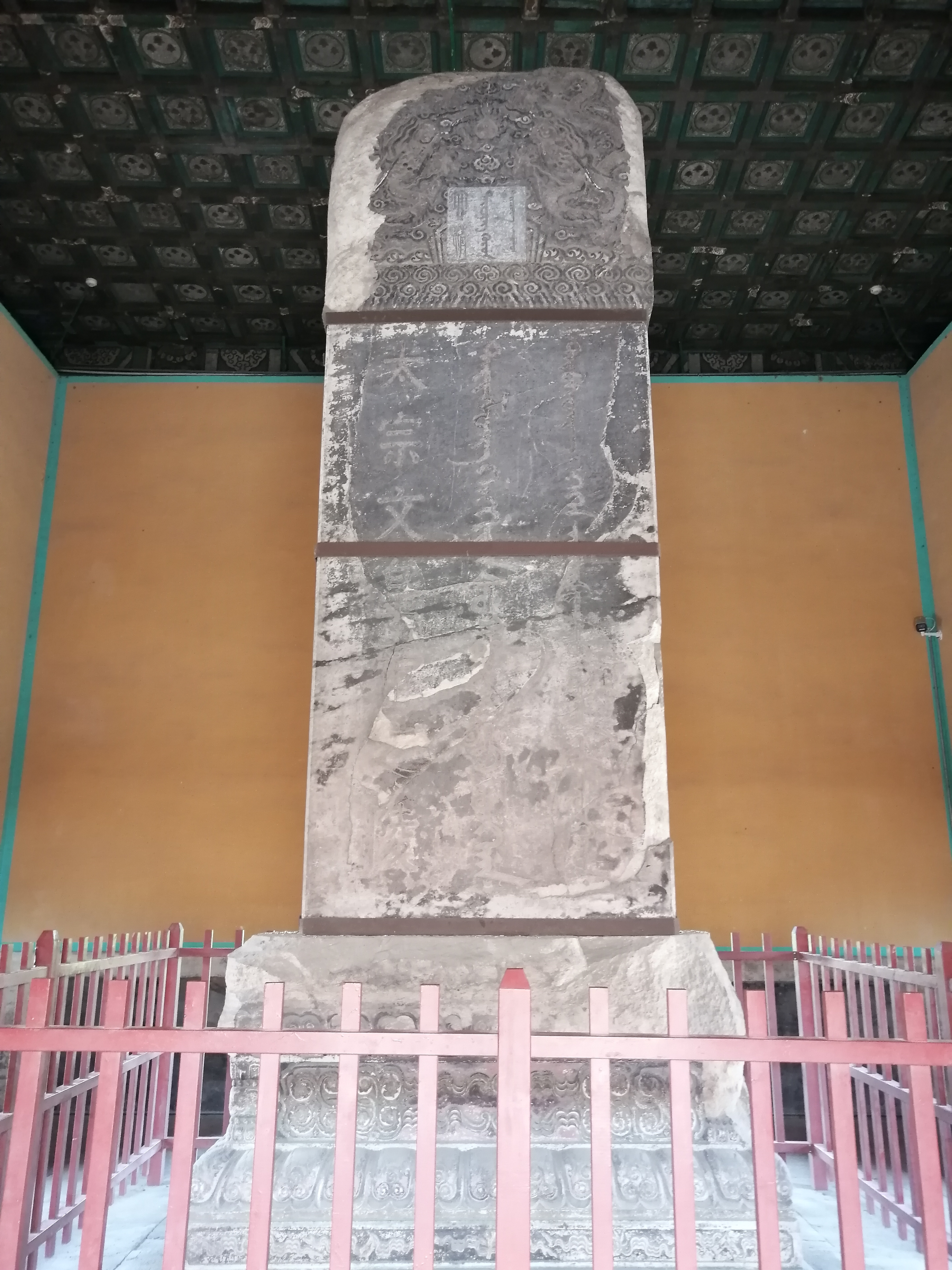
「太宗文皇帝之陵」碑

昭陵陵地建筑部分占地18万平方米。由南至北依次为：前部，从下马碑到正红门，包括华表、石狮、石牌坊、更衣厅、宰牲厅；中部，从正红门到方城，包括华表、石象生、碑楼和祭祀用房；后部，是方城、月牙城和宝城，这是陵寝的主体。
陵区建筑布局大致为：陵区四周设有红、白、青三种颜色界桩，其南面还备有挡众木（又叫“拒马木”）四百四十二架。陵区南北狭长，东西偏窄。陵区最南端是下马碑，其次，为华表和石狮。计有下马碑四座，华表一对，石狮一对，它们分别立在道路的两旁。石狮之北建有神桥。神桥之西原有涤品井一眼。神桥往北为石牌坊。石牌坊东西两侧各有一座小跨院。东跨院是皇帝更衣亭和静房（厕所）。西跨院是省牲亭和馔造房。石牌坊以北是陵寝正门——正红门，此门周围是环绕陵区的朱红围墙，又叫“风水墙’”。正红门内有一条南北笔直的石路叫“神道”，神道两侧由南往北依次立有擎天柱柱一对，石狮子一对，石獬豸一对，石麒麟一对，石马一对，石骆驼一对，石象一对。这些石兽统称“石象生”。再往北，在神道正中有神功圣德碑亭一座。碑亭两侧有“朝房”，东朝房是存放仪仗及制奶茶之地，西朝房是备制膳食和果品之所。碑亭之北是方城，方城正门曰“隆恩门”，城门上有楼，俗称“五凤楼”。方城正中是隆恩殿，两侧有配殿和配楼。配楼俗名“晾果楼”，晾晒祭祀用果品之处。隆恩殿后有二柱门和石祭台，再后是券门，券门顶端有大明楼，步入券门是月牙城，月牙城正面有琉璃影壁，两侧有“蹬道”可上下方城，月牙城之后是宝城、宝顶，宝顶之内为地宫。宝城之后是人工堆起的陵山——“隆业山”。

### 陪葬墓
在陵寝西侧、与宝顶遥遥相对还有一组建筑叫“昭陵妃园寝”，是安葬太宗众妃的莹地。除此之外，在陵寝东西两翼各三里许有陪葬墓，左侧有武勋王扬古利墓及奶妈坟，右侧有贞臣敦达里及安达里的殉葬墓。这种以功臣陪葬的形式是古代陵寝制度，体现了封建君王“事死如事生”的愿望，也体现了忠君思想和严格的封建等级制度。

### 附属建筑、植被
昭陵的另一特色是漫漫数里的古松群。现存古松二千余棵，松龄达三百多年，摇曳挺拔，参天敝日。这些苍翠的陵松在金瓦红墙中构成昭陵又一壮丽景观，其中的“神树”、“凤凰树”、“夫妻树”、“姐妹树”、“龟树”等更是别具特色。
另在陵区之外还有藏经楼、关帝庙、点将台等建筑。昭陵建筑布局严格遵循“中轴线”及“前朝后寝”等陵寝规制，陵寝主体建筑全部建在南北中轴线上，其它附属建筑则均衡地安排在它的两侧。这样的设计思想主要是体现皇权至高无上，同时，达到使建筑群稳重、平衡及统一等美学效应。昭陵的管理有文武两大衙门。一个叫总管衙门，一个叫关防衙门，管衙门主要负责陵区的防卫，关防衙门负责祭祀和陵寝建筑的一般修缮。清朝逊国之后，昭陵虽然仍由三陵守护大臣负责管理，但由于连年战乱，国库入不敷出，对昭陵无力做大的修缮，以至陵园建筑残破凋零。当时有位文人写过这样一首《游北陵》诗“涉足昭陵户与庭，辉煌眩目未曾经。莓苔满径无人管，杨柳山中犹自清”。写出了当时昭陵的真实面貌。清代“陪京(沈阳)八景”里有“北陵(昭陵)红叶”。金梁在《奉天古迹考》中说：“北陵多枫柳，西风黄叶红满秋林，故名北陵红叶。”总的来看，沈阳昭陵主体建筑仍保存至今，地下基础完好，规划、布局依然完整，古建筑与遗址未受后人过多的干预与改变，自然环境也基本保持原始状态，真实性与完整性程度很高。

## 昭陵陵名典故
其次，说到昭陵出自昭穆制度的说法也欠妥当。昭穆是古代宗法制度，此制用于墓葬的排列顺序以及大庙种位的排列9其法以祖宗位居正中，其它各辈分按左昭右穆顺序依次类推。盛京有永、福、昭三座陵墓，其中一永陵为祖陵，地位最高，福陵次之，昭陵排列第三。如果按昭穆制度排列，永陵应在正中，福陵在其左（东）称为昭，昭陵在其右称为“穆”。而现行永福昭三陵，永陵在最东，福陵在中，昭陵在西，三座陵寝根本构不成昭穆关系。
昭陵的名可能是出于对“昭”字含义本身的选择。古人以昭字作“彰明”、“显扬”解。昭陵陵名的含义就是将太宗文德武功彰明于世．并使之显扬了后的含义，大至不过如此。

## 昭陵十景
古时，文人多喜欢把某一地方或者某一处名胜古迹概括成若干景观。每景以四个字命名，字面工整、对村，以便于记忆和传诵．以此做为对家乡的赞美。史称昭陵有“十景”，这十景分别是“隆山积雪”、“宝鼎凝晖”、“山门灯火”、“碑楼月光”、“柞林烟雨”、“浑河潮流”、“草甸莺鷤”、“城楼燕雀”、“华表升仙”、“龙头瀑布”。
- 隆山积雪：隆山即隆业山。山虽不高却草木葱宠。北方冬季高寒，降雪较多，每至严冬，隆业山白雪皑皑．宛如一条披鳞挂甲的银龙。横卧于陵寝之后。

- 宝鼎凝晖：宝鼎高二丈，周围三十丈。表面用石灰涂成灰白色。每当太阳西斜，阳光照射在宝鼎之上，使宝鼎如同一面斜放的“镜子”，奕奕发光。

- 山门灯火：山门即大红门。古时，昭陵与沈阳古城之间因无高楼阻隔，从陵前远望，盛京城城楼、墙垣、宝塔、殿顶皆历历在目。特别是每年正月十五上元节夜晚，站在陵前山门处眺望夜色中的沈阳城，但见灯火点点，若隐若现。如今，此情此景再也看不见了。

- 碑楼月光：碑楼指神功圣德碑亭。相传，此楼顶上琉璃瓦成分特殊，夜间在月光折射下可泛微光。特别是每当十五日的夜晚，天空浩瀚，明白姣洁之时，楼顶的折射光线越发鲜明。

- 柞林烟雨：“柞林”在东红门外以北。相传，每当夏季一阵大雨滂沦之后，天气骤然转晴，这时，柞林在阳光照射下会有一种烟雾蒙蒙的景观。原因可能是柞树叶子比其它时肥厚，易于吸收水分，阳光骤热，叶子含的水分蒸发下 蒸腾之故。

- 浑河潮流：相传，浑河原先的故道在昭陵之前。有次昭陵大祭，正赶上河水泛涨，前来祭祖的官员全被隔在对岸．不能按时祭陵，官员因此受罚。因此．为防止类似情况再次发生，便将浑河改道沈阳城南。“浑河潮流”，指浑河改道前河水泛涨的情景。当然浑河改道之说只是传说。

- 草甸莺鷤：“草甸”指的是陵后红墙以北的一片旷野。俗称“白草甸子”。

- 城楼燕雀：“城楼”指隆恩门的五风楼。此楼地势高敞 ，是鸟类的栖息处。它们在上面筑有许多鸟巢。每当黄昏．经过一天觅食的燕雀，从四面八方云集而来，围绕五凤楼上下翻飞。

- 华表升仙：指的是丁令威学仙得道变成白鹤回故乡辽阳的传说。

- 龙头瀑布：龙头指的是隆恩殿月台四角伸出的兽头，这些兽头实为排水口。每遇大雨，隆恩殿及月台上的积水从四角的龙头中如同瀑布一般喷吐而出。

当然，昭陵的美景并不止于此。以上是昭陵古时旧貌。而今，由于时代的变迁，有些景物已面目皆非，无迹可寻。

## 昭陵祭祀典礼
祭祖．是昭陵一项根本活动。其名目分为“大祭”、“小祭”、“皇帝东巡致祭”等等。其中，仅小祭一项每年要举办二十多次。祭礼频繁。祭品丰奢，形式僵化，千篇一律，兴师动众，损耗巨大。

### 大祭
昭陵每年举行七次大祭。时间是清明、中元、十月朔、冬至、岁暮以及太宗忌辰、孝端文皇后忌辰。其中，清明、中元、冬至、岁暮又称“四时大祭”，是祭祀中等级最高 、礼制最繁琐、祭品最丰盛的祭把形式。
清明：明清之际已将清明做为陵寝大祭礼的举行时间。清明大祭最有特色的一幕是“敷土礼”。所谓敷土礼就是往宝顶上添土，这与民间培土修坟的习俗也是大同小异，只是繁简奢俭之别罢了。乾隆二年（1737年）以 前，敷土礼相当繁琐，每次要敷土十三担，承祭官、总管、掌关防官等十三人同时登上宝顶添土。乾隆皇帝继位之后，对这项制度做了改变。原因是有如此多的人登上皇陵宝顶，有失对祖宗的敬重。乾隆曾就此事发圣旨说：“清明山陡增土十三担，向沿前明旧制、并无取义似觉太烦。今拟各陵增上一担，俱令承祭官跪上土于宝顶。庶践履不至多人，益用诚敬 。”
中元：古人以正月十五为“上元”，七月十五为“中元”，十月十五为“下元”。古人将中元节做为祭日上坟扫墓。明清两朝已将“中元”做为祭祀盛典的举行之日。 清朝顺 治八年，福临亲政。制定祭陵把典规定：中元大祭用“羊一，献果酒，供香烛，焚帛，读祝文。”
冬至：冬至也是自然节气，时间在十一月下旬前后。古人对冬至极为重视，因为它是昼夜长短更替的转折，所以在冬至这天走亲”访友，预备丰盛的食品，祭奠先世等等。顺治八年六月，福临钦定冬至祭陵“用牛、羊、 猪、献果酒，上饭，上羹，供香烛、焚帛、读祝文。”
岁墓：岁墓指一年终了。崇德二年已见岁暮“遣官致祭”福陵，“用牛一只”的记载。昭陵首次举行岁暮大祭是顺治元年十二月。
十月朔：十月朔是十月初一。民谚有“十月一，送寒衣”之说，对已经故去的先人也要送去棉衣防寒。十月朔大祭除正常祭礼之外，还要烧“寒衣”。所谓“寒衣”，是用各色纸张做的皮、棉、单、各类衣裳。
忌辰：忌辰是皇帝、皇后的驾崩日。忌日虽然也是大祭，由于是国丧之日，祭祀必然有丧礼气氛。祭扫者要穿戴孝服，而且有若干“不宜”的规定。
昭陵忌辰大祭每年举行两次，一次是八月九日皇太极丧日，再有四月十七孝端文皇后丧日。乾隆元年，康熙皇帝忌辰，弘历（乾隆）发谕旨，将康熙忌辰升为大祭，举行大飨礼。从此，成为一项定制。
各时大祭虽然名目不同，内容不完全相同，但有些礼仪是共同的。

### 小祭
小祭又叫“常祭”、“朔望祭”，时间是每月的初一和十五两天。昭陵每年小祭二十二次。
顾名思义，小祭比大祭无论就祭祀现模还是承祭官的品级等方面都低。首先，祭礼时不请神牌，只打开神龛的门和幔帐，对神龛而祭。祭品也不像大祭那样丰盛。其次，承祭官也不劳宗室将军等人大驾 ，仅由昭陵关防衙门的掌关防官主祭。参加祭礼的人数也比大祭少得多。总之，此礼与民间给神佛烧香上供的作法类似，所以叫“常祭”。

### 皇帝“东巡”致祭
清朝统治者敬天法祖的传统观念很深。在他们看来自己的一切都是祖宗给予的，甚至连自己的命运也受到祖宗在天之灵的制约。基于这种观念，他们对祖光的陵墓、祖宗遗迹、遗物，甚至包括世居的故乡都十分崇敬。特别是对盛京感情更为深厚和淳朴，因为盛京是大清开国“龙兴”之地，山陵在焉。清帝东巡的主要目的在于祭祀祖宗山陵。其祭祖场面最盛大，礼制最隆重。皇帝亲祭昭陵一般分为二天举行（只有康熙皇帝例外），第一天举行“展谒礼”，第二天举行大飨礼，两种祭礼不同。

### 其它祭礼
昭陵每年举行大、小祭祀以及皇帝东巡临时告祭之外，还要举行若干次其它名目的祭扫，如每年皇帝或皇太后生日举行的“万寿告祭”，为皇太后加徽号举行的告祭，或出征凯旋向陵告祭，或皇子每隔三年来此行礼，此外还有途经盛京的官员或者到盛京上任的新官也要到昭陵拜谒等等。

## 世界文化遗产
清昭陵是中华人民共和国国务院的1982年2月23日第二批公布的全国重点文物保护单位之一。2004年7月1日，包括昭陵在内的盛京三陵作为明清皇家陵寝的拓展项目经第28届世界遗产委员会会议表决通过被列入世界文化遗产。

## 图集
- 清昭陵正门
- 位于北陵公园里的皇太极像
- 华表
- 骆驼石像
- 北陵公园里的湖